# Le Sserafim
Le Sserafim (кор. 르세라핌; /lə ˈsɛrəfɪm/; стилизуется маюскулом; читается как Ле Серафим) — южнокорейская гёрл-группа, сформированная Source Music и Hybe Corporation в 2022 году. Коллектив состоит из пяти участниц: Сакура, Чхэвон, Юнджин, Кадзуха, Ынчхэ. Гарам покинула группу в июле 2022 года. Дебют состоялся 2 мая 2022 года с мини-альбомом Fearless.

## Название
Название группы — анаграмма фразы «I’m fearless», также это имя шестикрылого ангела в библейской мифологии.

## Карьера

### 2011—2021: Предебют
В 2011 году Сакура присоединилась к японской гёрл-группе HKT48 в качестве трейни первого поколения; год спустя она продвигалась в качестве участницы группы H, а в 2014 году была переведена в группу KIV. 27 июня 2021 года Сакура официально выпустилась из HKT48 после 10 лет пребывания в коллективе.
В 2018 году Сакура, Чхэвон и Юнджин участвовали в реалити-шоу «Produce 48». Юнджин представляла Pledis Entertainment, а Чхэвон выступала как трейни Woollim Entertainment. Сакура и Чхэвон попали в топ-11 финального состава проектной гёрл-группы IZ*ONE, которая была расформирована 29 апреля 2021 года. Юнджин заняла 26 место и была исключена в 11 эпизоде.
До присоединения к группе Кадзуха была профессиональной балериной, и пригласил её в агентство лично Пан Си Хёк, когда она обучалась в балетной школе в Амстердаме. Она также посещала Московскую академию хореографии и Королевскую школу балета (Лондон).
Гарам, будучи трейни, снималась в одном из видеоклипов Enhypen, а Ынчхэ, самая младшая участница, также проходила прослушивания в JYP Entertainment и Pledis Entertainment.

### 2022: Дебют сFearless, уход Гарам иAntifragile

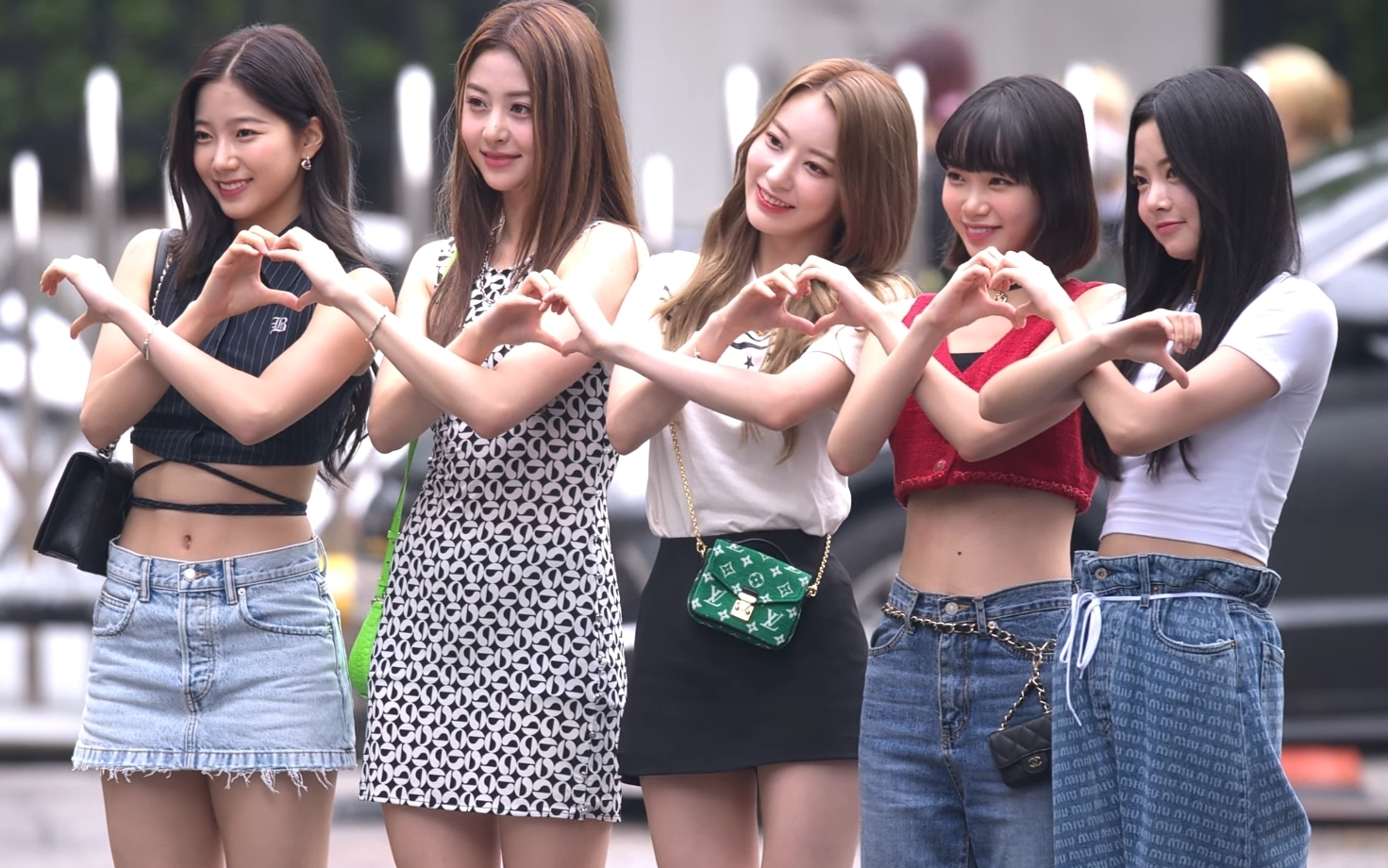
Le Sserafim в июне 2022 года.

14 марта 2022 года Source Music объявили, что готовят к дебюту новую гёрл-группу, и бывшие участницы IZ*ONE, Сакура и Чхэвон, будут её участницами. 21 марта было подтверждено, что группа дебютирует в мае. С 4 по 9 апреля все участницы были представлены в индивидуальной серии тизеров «Первый момент Le Sserafim». 13 апреля Source Music объявили, что дебютный мини-альбом Fearless будет выпущен 2 мая. За первую неделю предзаказ преодолел порог в 270 тысяч копий, а за первые 16 дней было предзаказано 380 тысяч копий. В первый день продажи альбома составили более 175 тысяч копий. 5 мая состоялось дебютное выступление на M!Countdown. 10 мая Le Sserafim одержали победу на The Show.
Ситуация с дебютом Le Sserafim особенно накалялась из-за Гарам, которая стала объектом многочисленных противоречий и слухов ещё до дебюта. Так, в сети распространили её фотографии со времён средней школы, где она курила и выпивала; Также заявляли, что в школе Гарам занималась буллингом, но Hybe все обвинения отрицал и компания заявляла, что будет подавать в суд на всех, кто распространяет ложные обвинения. 20 мая стало известно, что Гарам берёт перерыв в деятельности на неопределённый срок, и группа будет продвигаться впятером. 16 мая была обнародована фотография того, что кажется официальным документом встречи школьного комитета по борьбе с насилием, где Гарам выступала в качестве преступника. Позже, в тот же день HYBE сообщили, что они начинают предпринимать юридические действия против клеветы и что их позиция по сравнению с предыдущим заявлением не изменилась. 20 июля Source Music и Hybe объявили, что эксклюзивный контракт Гарам расторгнут и она покидает группу.
19 сентября Source Music объявили, что Le Sserafim вернутся со своим вторым мини-альбомом Antifragile 17 октября. Это будет их первый релиз после ухода Ким Гарам. Альбом достиг 14-го места в Billboard 200, став, таким образом, самой быстрой женской группой K-pop, дебютировавшей в чарте. 24 ноября Hybe выпустили вебтун под названием Crimson Heart, вдохновленный призывом группы «продвигаться без страха» через Webtoon.

### 2023: Японский дебют,Unforgiven

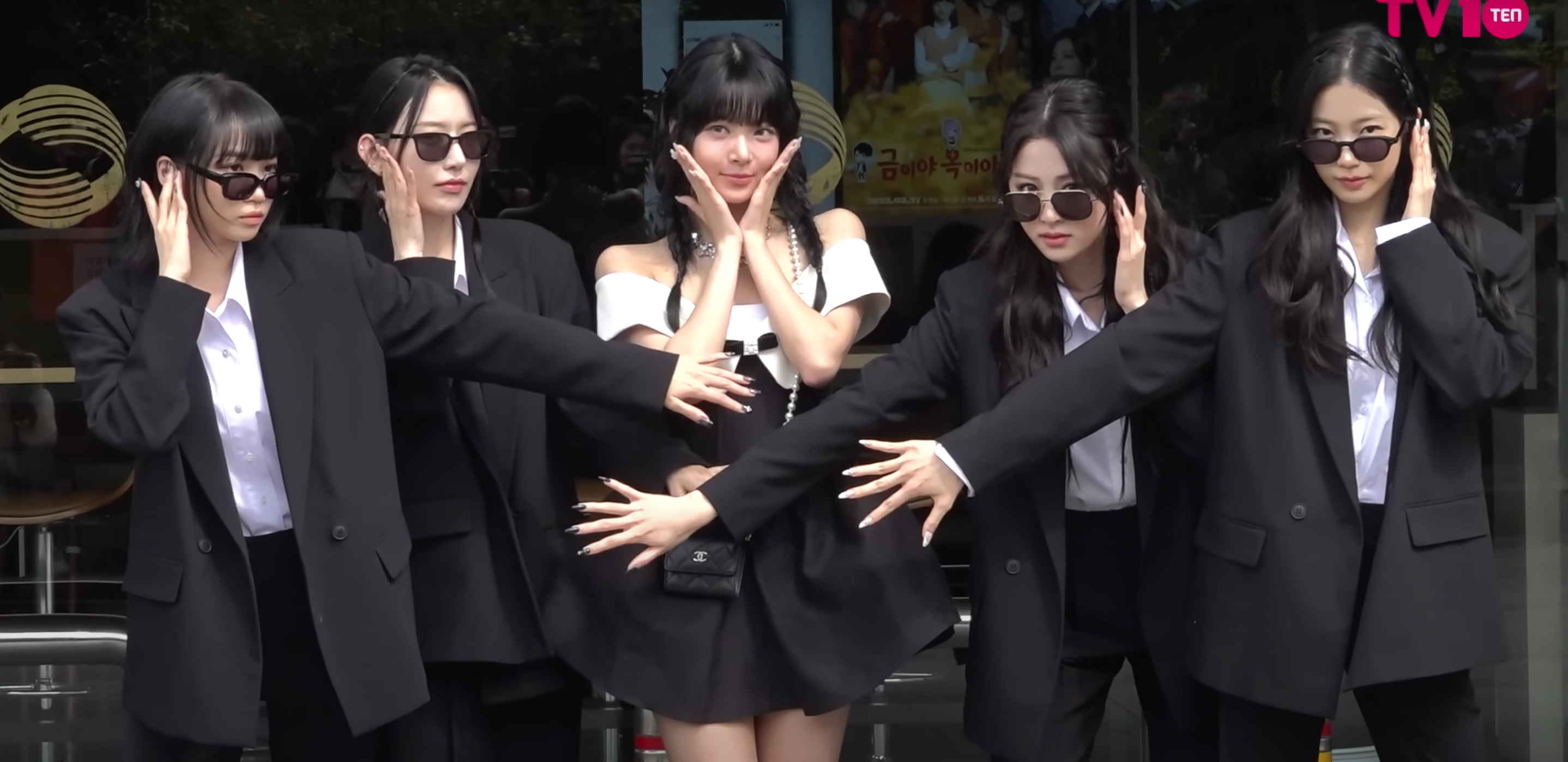
Le Sserafim по пути на Music Bank, 12 мая 2023 года.

Le Sserafim выпустили свой первый японский сингл Fearless 25 января 2023 года. Сингл содержал японскую версию «Fearless» и «Blue Flame», а также оригинальную японскую песню «Choices». «Choices» стала музыкальной темой японской дорамы 3000 Yen: How to Enrich Life..
16 марта Source Music объявили, что Le Sserafim вернутся в начале мая. 3 апреля стало известно, что это их первый студийный альбом под названием Unforgiven, релиз которого запланирован на 1 мая. По данным дистрибьютора альбомов YG PLUS от 11 апреля, первый студийный альбом Le Sserafim Unforgiven превысил 1,03 миллиона предварительных заказов за первую неделю, что является самым высоким результатом в карьере группы.
В июне было объявлено, что группа отправится в свой первый тур Flame Rises, который начнется в августе.
25 июля группа выпустила свою вторую оригинальную японскую песню «Jewelry», который будет включен в их второй японский сингл «Unforgiven».Сингл был выпущен 23 августа и также содержал японские версии «Unforgiven» и «Antifragile».
12 октября Source Music объявили, что группа выпустит свой первый англоязычный цифровой сингл «Perfect Night» 27 октября в сотрудничестве с Blizzard Entertainment для продвижения игры Overwatch 2.
Внутриигровое мероприятие с косметикой и игровыми режимами, посвященное группе, проходило с 1 по 20 ноября. Группа выступила на BlizzCon 4 ноября. 19 ноября группа выпустила «Dresscode», которая служит музыкальной темой для японского аниме в прямом эфире, экранизации манги «Сексуальная Танака».

### 2024:Easy,Crazy
22 января 2024 года было подтверждено, что Le Sserafim выпустят свой третий мини-альбом Easy 19 февраля. Англоязычные версии одноимённого ведущего сингла и «Smart» были выпущены 23 февраля и 22 марта соответственно.
В апреле группа выступила на фестивале Coachella с Найлом Роджерсом, где дебютировала с новой песней под названием «1-800-Hot-N-Fun». Хотя группа получила негативную реакцию из-за своего вокального выступления, особенно со стороны пользователей сети, которые даже не присутствовали на концерте лично, настоящие посетители концерта получили огромное удовольствие от выступления, а международные средства массовой информации, такие как NME и Billboard, высоко оценили группу. Выступление группы также вызвало споры о давлении и управлении талантами.
В конце июня 2024 года группа подтвердила, что выход их нового альбома запланирован на август 2024 года.
5 августа было объявлено, что 30 августа Le Sserafim выпустят свой четвёртый мини-альбом под названием Crazy. Английская версия и различные ремиксы на одноимённый сингл, включая совместную работу с американским исполнителем Уэсли Дашауном, были выпущены 2 сентября. 4 сентября был выпущен ремикс на заглавный сингл с участием английской певицы PinkPantheress, а 9 сентября последовал ремикс на ещё один сингл с французским продюсером Дэвидом Геттой. 11 сентября Le Sserafim исполнили «Crazy» и «1-800-Hot-N-Fun» на своей первой церемонии вручения наград MTV Video Music Awards и выиграли награду PUSH «Выступление года» за песню «Easy». Третий японский сингл группы Crazy выйдет 11 декабря.

## Состав

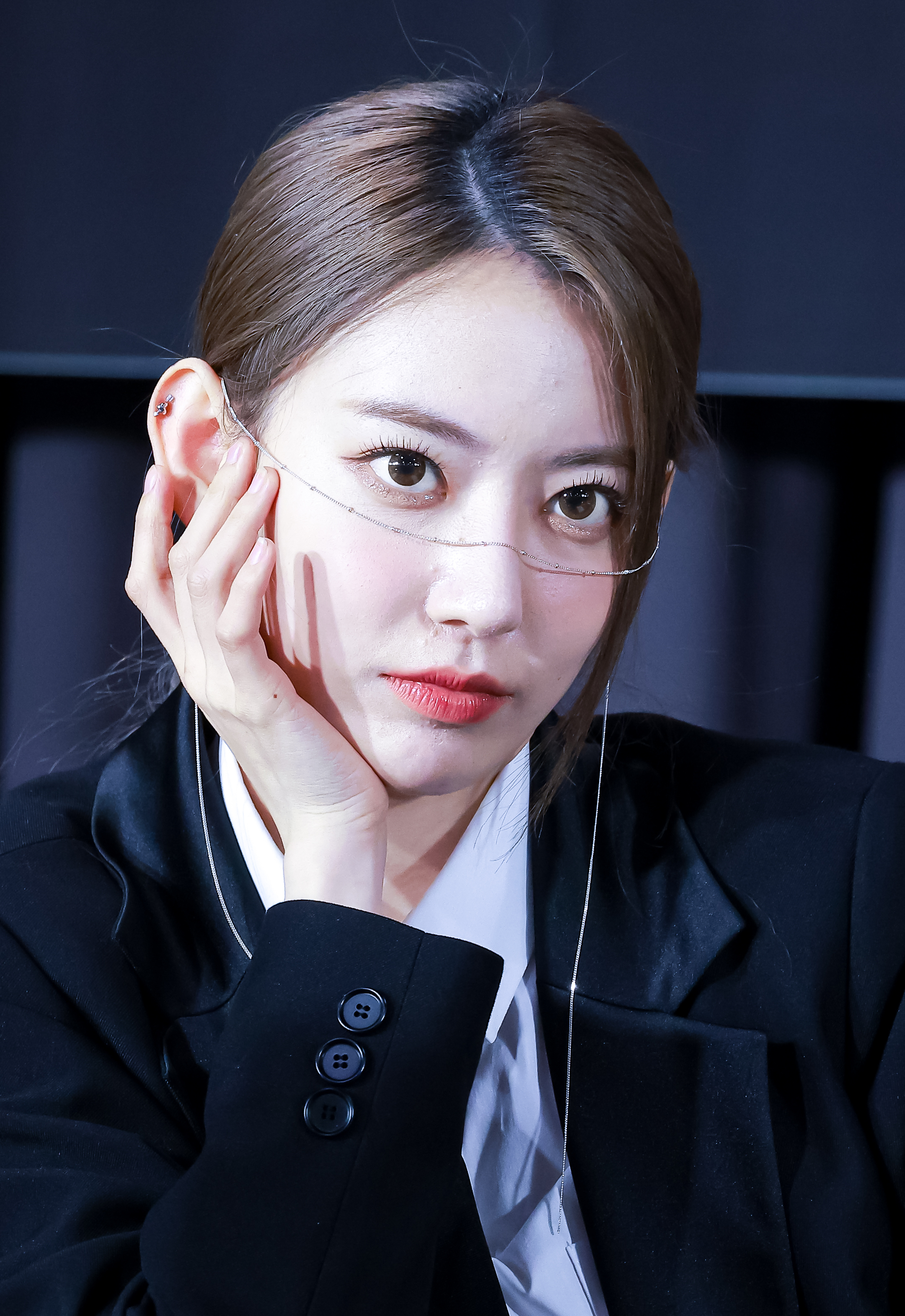
Сакура
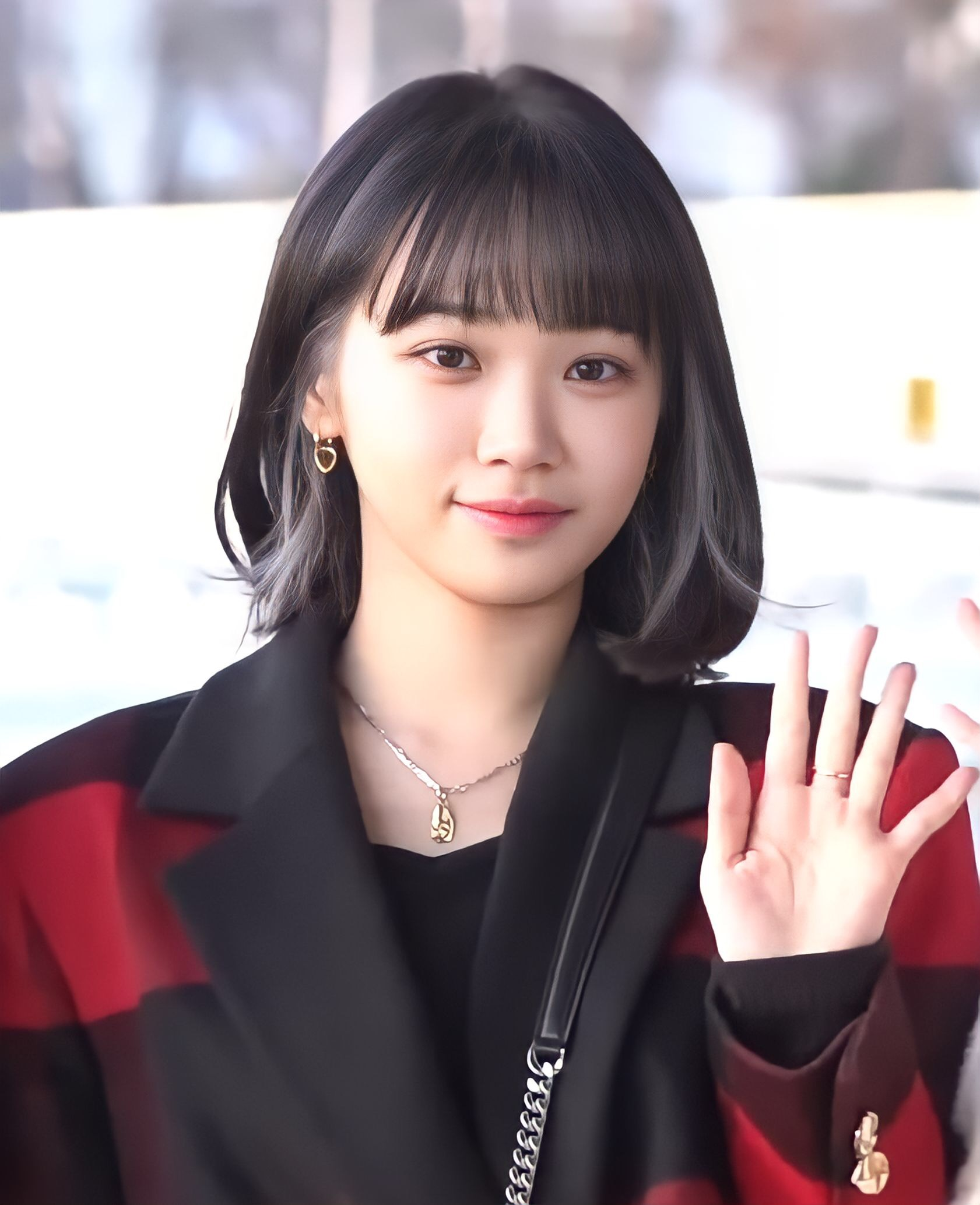
Чхэвон
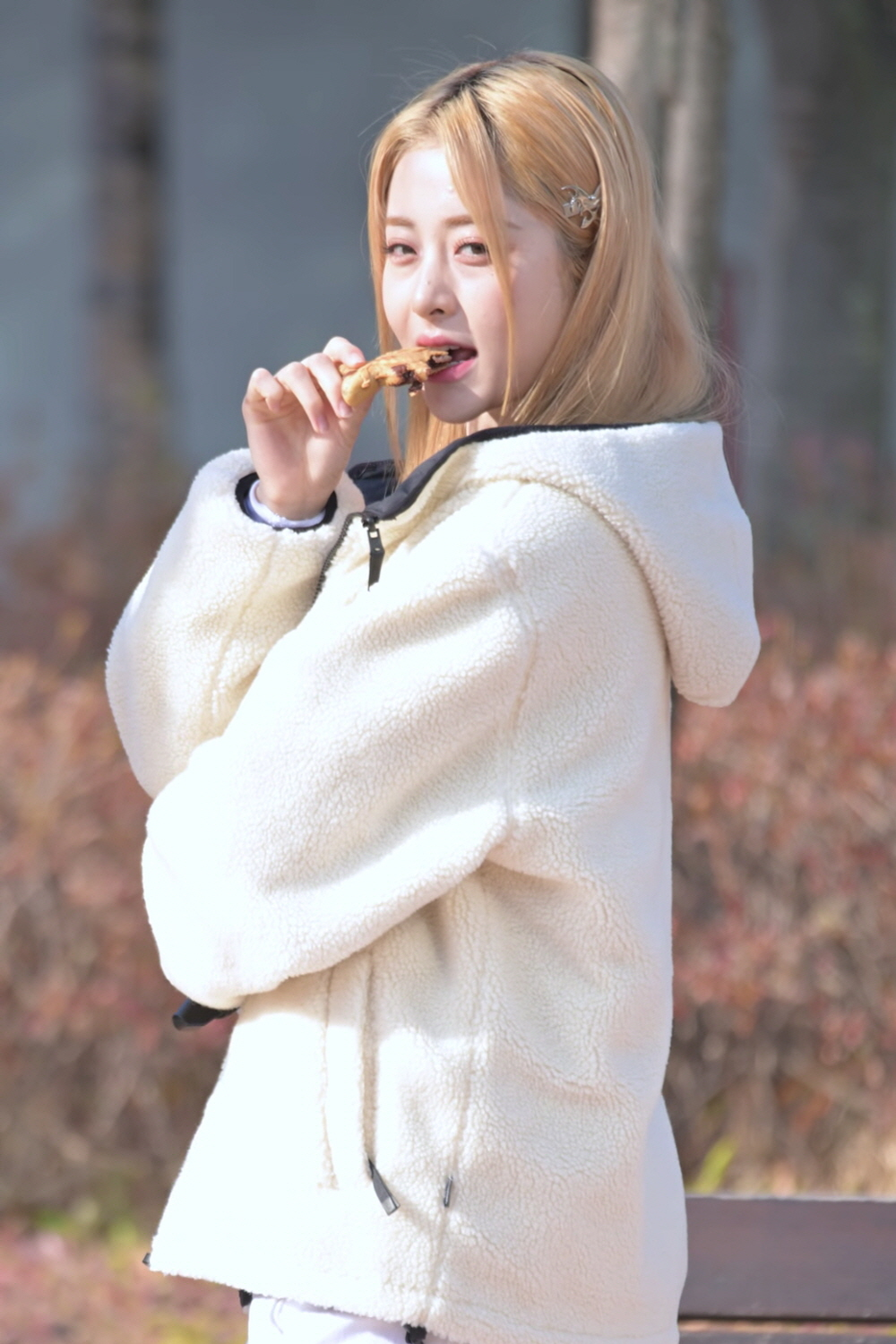
Юнджин
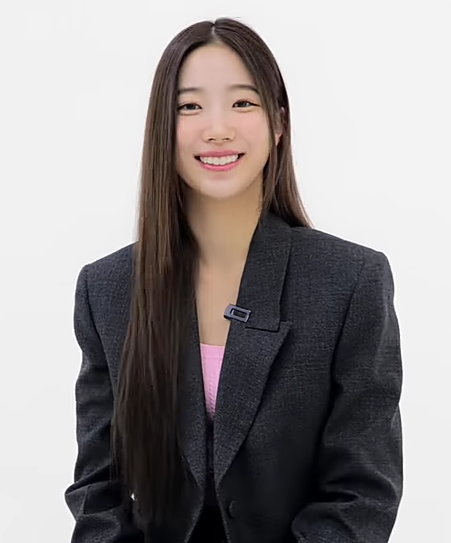
Кадзуха
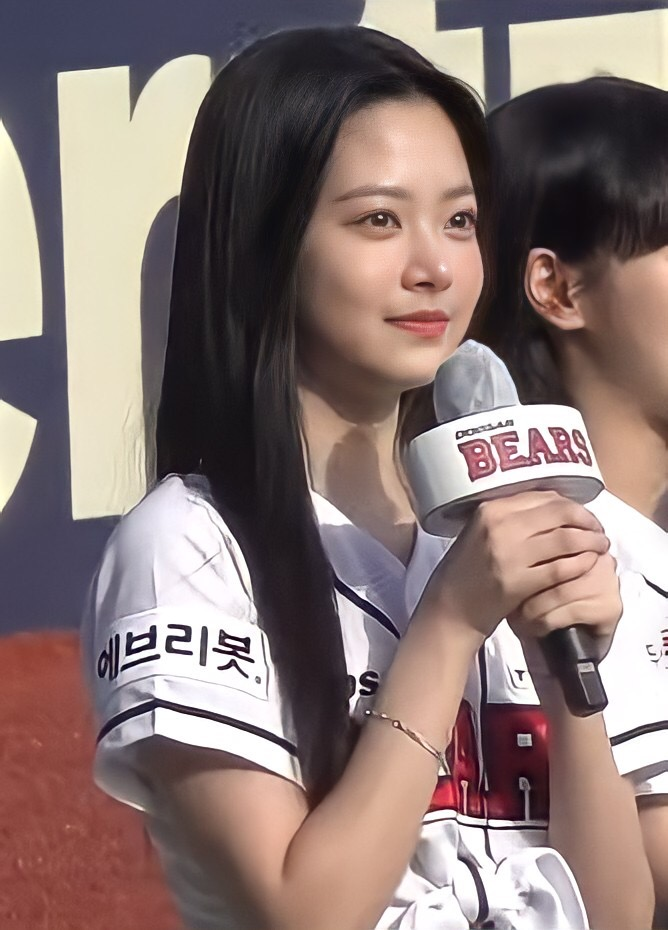
Ынчхэ

У группы нет основных или ведущих позиций
| Сценический псевдоним | Сценический псевдоним | Настоящее имя    | Настоящее имя  | Дата рождения | Позиция в группе |
| Основной              | Другой                | На русском       | Хангыль/Кандзи | Дата рождения | Позиция в группе |
| --------------------- | --------------------- | ---------------- | -------------- | ------------- | ---------------- |
| Чхэвон                | Chaewon               | Ким Чхэ Вон      | 김채원         | 01.08.2000    | Лидер            |
| Сакура                | Sakura                | Мияваки Сакура   | 宮脇 咲良      | 19.03.1998    | -                |
| Юнджин                | Huh Yunjin            | Хо Юн Джин       | 허윤진         | 08.10.2001    | -                |
| Кадзуха               | Kazuha                | Накамура Кадзуха | 中村和葉       | 09.08.2003    | -                |
| Ынчхэ                 | Hong Eunchae          | Хон Ын Чхэ       | 홍은채         | 10.11.2006    | Макнэ            |

### Бывшие участницы
| Сценический псевдоним | Сценический псевдоним | Настоящее имя | Настоящее имя | Дата рождения | Позиция в группе |
| Основной              | Другой                | На русском    | Хангыль       | Дата рождения | Позиция в группе |
| --------------------- | --------------------- | ------------- | ------------- | ------------- | ---------------- |
| Гарам                 | Garam                 | Ким Га Рам    | 김가람        | 16.11.2005    | -                |

## Дискография

### Студийные альбомы
- Unforgiven (2023)

### Мини-альбомы
- Fearless (2022)
- Antifragile (2022)
- Easy (2024)
- Crazy (2024)
- Hot (2025)

## Концерты и туры
Le Sserafim Tour «Flame Rises» (2023)
| Дата             | Город    | Страна      | Место проведения           | Посещаемость | Доход      | Прим.  |
| ---------------- | -------- | ----------- | -------------------------- | ------------ | ---------- | ------ |
| 12 августа 2023  | Сеул     | Южная Корея | Jamsil Arena               | 10,500       | $7,900,000 | [ 63 ] |
| 13 августа 2023  | Сеул     | Южная Корея | Jamsil Arena               | 10,500       | $7,900,000 | [ 63 ] |
| 23 августа 2023  | Нагоя    | Япония      | Nippon Gaishi Hall         | 60,000       | $7,900,000 | [ 65 ] |
| 24 августа 2023  | Нагоя    | Япония      | Nippon Gaishi Hall         | 60,000       | $7,900,000 | [ 65 ] |
| 30 августа 2023  | Токио    | Япония      | Национальный стадион Ёёги  | 60,000       | $7,900,000 | [ 65 ] |
| 31 августа 2023  | Токио    | Япония      | Национальный стадион Ёёги  | 60,000       | $7,900,000 | [ 65 ] |
| 6 сентября 2023  | Осака    | Япония      | Osaka-jō Hall              | 60,000       | $7,900,000 | [ 65 ] |
| 7 сентября 2023  | Осака    | Япония      | Osaka-jō Hall              | 60,000       | $7,900,000 | [ 65 ] |
| 30 сентября 2023 | Гонконг  | Китай       | AsiaWorld-Expo             | —            | $7,900,000 | [ 66 ] |
| 1 октября 2023   | Гонконг  | Китай       | AsiaWorld-Expo             | —            | $7,900,000 | [ 66 ] |
| 3 октября 2023   | Джакарта | Индонезия   | Jakarta International Expo | —            | $7,900,000 | [ 67 ] |

| Отмененные шоу тура | Отмененные шоу тура | Отмененные шоу тура | Отмененные шоу тура | Отмененные шоу тура                                                | Отмененные шоу тура |
| ------------------- | ------------------- | ------------------- | ------------------- | ------------------------------------------------------------------ | ------------------- |
| Дата                | Город               | Страна              | Место проведения    | Причина                                                            | Прим.               |
| 7 октября 2023      | Бангкок             | Таиланд             | Thunder Dome        | Шоу были отменены по причине плохого самочувствия участниц группы. | [ 69 ]              |
| 8 октября 2023      | Бангкок             | Таиланд             | Thunder Dome        | Шоу были отменены по причине плохого самочувствия участниц группы. | [ 69 ]              |

## Фильмография
| Год  | Название                             | Примечания                                                         | Прим.  |
| ---- | ------------------------------------ | ------------------------------------------------------------------ | ------ |
| 2022 | Leniverse                            | Еженедельное шоу группы                                            | [ 70 ] |
| 2022 | Le Sserafim — The World Is My Oyster | Документальный фильм о предебютном периоде группы                  | [ 71 ] |
| 2022 | Day Off                              | Реалити-шоу                                                        | [ 72 ] |
| 2023 | Day Off 2 in Jeju                    | Реалити-шоу                                                        | [ 73 ] |
| 2023 | Day Off 3 Vacance                    | Реалити-шоу                                                        | [ 74 ] |
| 202  | Day Off 4 in Japan                   | Реалити-шоу                                                        | [ 75 ] |
| 202  | Le Sserafim — Make It Look Easy      | Документальный фильм, охватывающий последний год активности группы | [ 76 ] |